# Adolfus alleni
Adolfus alleni är en ödleart som beskrevs av Barbour 1914. Adolfus alleni ingår i släktet Adolfus och familjen lacertider. IUCN kategoriserar arten globalt som sårbar. Inga underarter finns listade i Catalogue of Life.
Arten förekommer i cirka 2700 meter höga bergstrakter i Kenya och Uganda. Honor lägger ägg.